# 大卫白杨

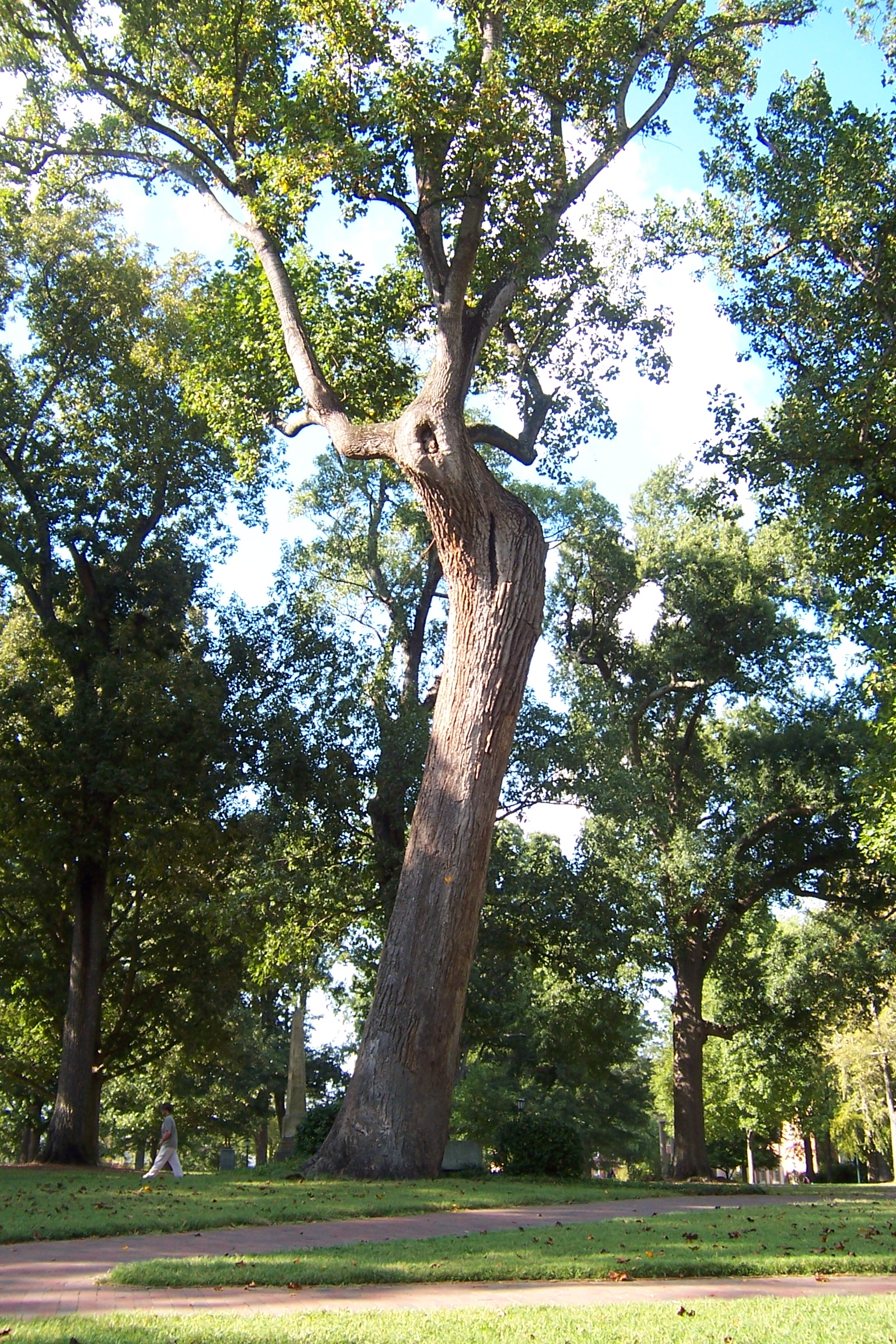
根据传说，只要大卫白杨一天站立着，北卡罗来纳大学就会一天兴旺。

大卫白杨是一株生长在北卡罗来纳大学校园里的大型白杨树，樹齡約300-375年。它是为了纪念美国独立战争的将军和大学的缔造者William Richardson Davie而命名的。

## 歷史
当1792年人们开始计划建造这所大学的时候大卫白杨就已经是一株很大的树木了。传说大卫(Davie)在树下吃了一顿愉快的夏日午餐之后，他个人就选择将学校建在这棵树周围。不过这个故事不是真的，学校的地点是1792年11月由一个六人委员会商议决定的，而这棵树是一个世纪以后，为了记住这段传奇，由Cornelia Phillips Spencer命名的。

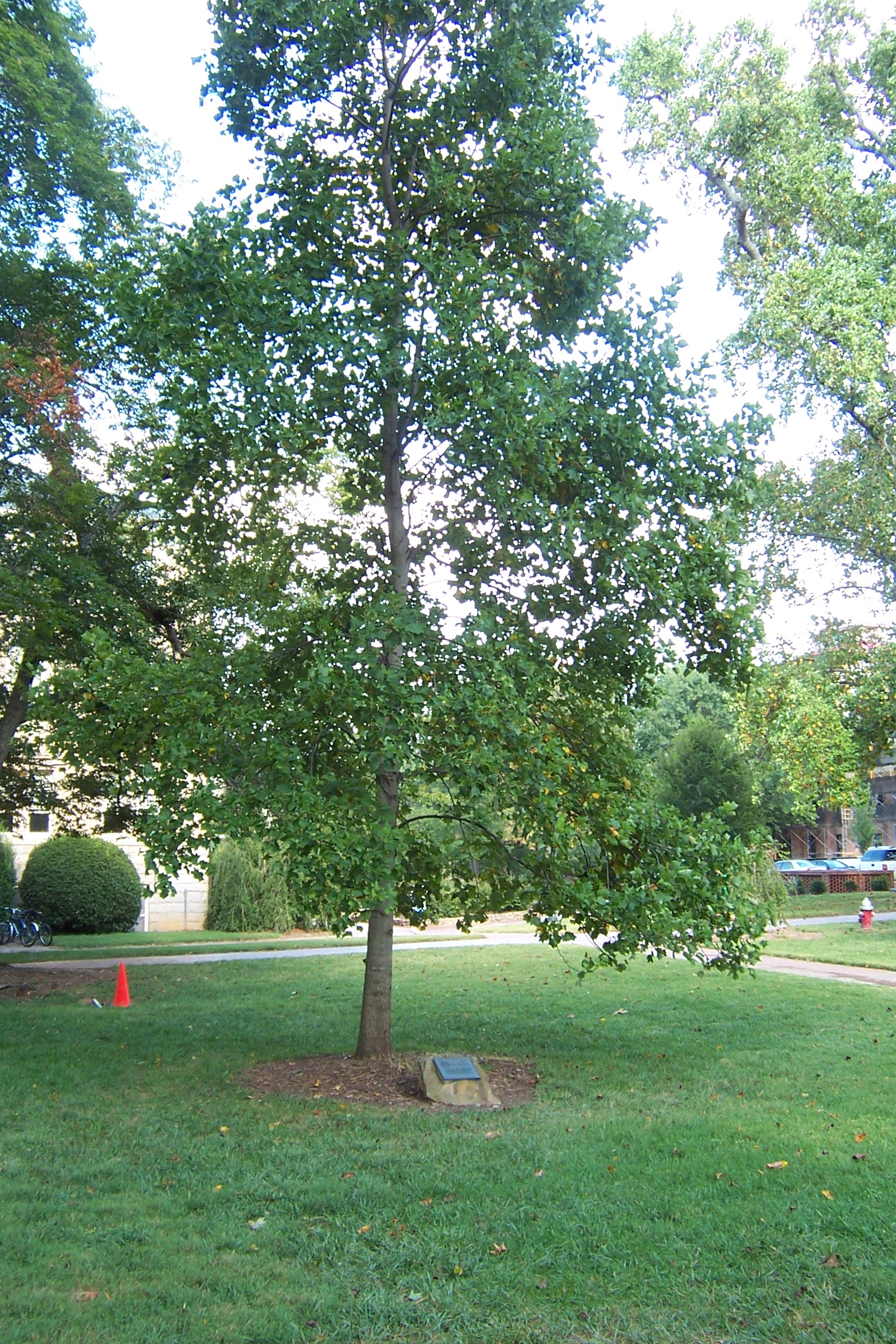
大卫白杨三世，由大卫白杨1993年的种子栽培而成，被种在大卫白杨的附近

有关于这棵树的最经久不衰的传说是：只要大卫白杨一天站立着，北卡罗来纳大学就会一天兴旺。如果它倒了，大学就会瓦解。1918年，它被闪电击中。对它有一天会死掉的担心导致了学校嫁接了一颗树，名叫小大卫白杨。后来另外有一颗大卫白杨三世也在附近被种下了，它是由大卫白杨的种子栽培而成的。1996年，大卫白杨被飓风严重破坏了。后来它就被填满了水泥，捆上了缆绳，以保持它直立。
根据最近的一个传说，如果情侣在大树下的石凳上接吻，那么他们最终将走入婚姻殿堂。
2017年大衛白楊被人縱火及放置炸彈，造成樹基表面燒黑，一名北卡羅來納大學的教授在試圖將火採熄時因炸彈引爆而被燒傷。